# Wulfertia kindensis
Wulfertia kindensis är en hjuldjursart som beskrevs av Koste och Tobias 1990. Wulfertia kindensis ingår i släktet Wulfertia och familjen Proalidae. Inga underarter finns listade i Catalogue of Life.